# Nooksack (Washington)
Nooksack es una ciudad ubicada en el condado de Whatcom en el estado estadounidense de Washington. En el año 2000 tenía una población de 851 habitantes y una densidad poblacional de 466,4 personas por km².

## Geografía
Nooksack se encuentra ubicada en las coordenadas 48°55′42″N 122°19′10″O / 48.92833, -122.31944.

## Demografía
Según la Oficina del Censo en 2000 los ingresos medios por hogar en la localidad eran de $44.000, y los ingresos medios por familia eran $49.000. Los hombres tenían unos ingresos medios de $36.429 frente a los $21.750 para las mujeres. La renta per cápita para la localidad era de $16.019. Alrededor del 3,2% de la población estaban por debajo del umbral de pobreza.